# 记忆化
记忆化（英語：memoization）是一种提高计算机程序执行速度的优化技术。通过储存大计算量函数的返回值，当这个结果再次被需要时将其从缓存提取，而不用再次计算来节省计算时间。 
记忆化是一种典型的在計算時間與電腦記憶體空間之中取得平衡的方案。